# Златно руно
Златното руно в гръцката митология е руното на овена, върху чийто гръб Фрикс и Хела избягали през морето от мащехата си Ино и което Фрикс принесъл в Колхида в благодарствена жертва на Зевс. Задачата, с която тръгват Аргонавтите на път, била да го намерят и донесат в Йолк. Пелий, чичото на Язон, поставил това като условие, за да върне властта на Язон над града.

## Легендата
Фрикс и Хела били деца на беотийския цар Атамант и неговата съпруга, богинята на облаците Нефела. Баща им изгонил родната им майка и се оженил за магьосницата Ино, която му родила двама синове – Леарх и Меликерт. Ино искала нейните деца да бъдат наследници на престола и измислила коварен план.
Извикала при себе си всички жени от царството и ги убедила да вземат житото, което мъжете им са отделили за посев, и да го изсушат в горещи фурни. Излъгала ги, че ако направят така, плодородието на нивите им ще бъде невиждано и нечувано. Ино, разбира се, знаела, че изпеченото зърно няма да поникне и нищо няма да се роди. Наивните жени послушали магьосницата и така изсушили житото, че направо го опекли. Мъжете им, без да подозират нищо, го засели и на следната година не поникнало нищо. Настъпил повсеместен глад и мор по хора и добитък.
Атамант решил да изпрати пратеници в Делфи, които да попитат Пития, пророчицата на бог Аполон, коя е причината за настъпилото неплодородие. Преди да тръгнат за Делфи, Ино извикала при себе си пратениците и, като им дала много пари, ги уговорила, когато се върнат, да предадат на Атамант, че уж Пития е казала, че трябва Атамант да принесе в жертва на боговете децата си Фрикс и Хела.
Когато пратениците се върнали от Делфи и предали „отговора“ от Пития, Атамант потънал в дълбока скръб, но наредил да принесат в жертва Фрикс и Хела.
По пътя към мястото за жертвоприношение се появил овен, чието руно блестяло като злато, изпратен от Нефела, родната им майка, за да ги спаси.
Децата се качили и овенът литнал. По пътя Хела не успяла да се задържи, паднала в морето и се удавила. Оттогава то се нарича Хелино море или Хелеспонт (Мраморно море).
Овенът отнесъл Фрикс на север в далечната Колхида, където царувал Еет – синът на Хелиос.
Еет с радост посрещнал Фрикс. Златният овен той принесъл в жертва на Зевс, покровителя на пътешествениците. Златното руно на овена Еет закачил на най-високия дъб в свещената гора на бога на войната Арес и поставил там дракон, който никога не заспивал и непрекъснато бълвал огън и пламъци, за да го пази.